# Paradise (álbum de Cody Simpson)
Paradise é o primeiro álbum de estúdio do cantor australiano Cody Simpson, lançado em 28 de setembro de 2012 pela Atlantic Records.

## Singles
Em 25 de maio de 2012, o primeiro single, "Got Me Good" foi lançado como um teaser no site oficial de Cody e no rádio. Em acompanhamento ao videoclipe que foi lançado em 5 de junho. "Wish U Were Here" com participação de Becky G, foi o segundo single oficial do álbum, lançado em 12 de junho de 2012. O vídeo da música estreou em 7 de agosto de 2012. Quatro dias depois, três remixes da música foram liberados.

### Singlespromocionais
"So Listen" foi lançado como single promocional de Paradise. Com participação do rapper T-Pain ele estreou no YouTube pelo canal de Simpson em 12 de março de 2012 e foi lançado no iTunes no dia seguinte.

## Faixas
| Paradise       |                                                  | |         |  |
| N.º            | Título                                           | Compositor(es) | Duração |  |
| 1.             | "Paradise"                                       | Nasri, Hayley Gene, Cody Simpson, Adam Messinger, Nolan Lambroza, Theodore Feldman                                               | 3:16    |  |
| 2.             | "Got Me Good"                                    | Alex Schwartz, Simpson, Craig Paulsen, Jackson Michelsson, Joe Khajadourian, Joe West, Matt Salinas, Michael Warren, Paul Wright | 2:54    |  |
| 3.             | "Be the One"                                     | Colby O'Donis, Kay-Ta Matsuno, Bryan Nelson                                                                                      | 2:55    |  |
| 4.             | "Hello"                                          | Drew Pearson, Jaden Michaels, Ryan Marrone, Garrick Smith                                                                        | 3:36    |  |
| 5.             | "Tears on Your Pillow"                           | August Rigo, Dwayne Chin-Quee, Mitchum Chin                                                                                      | 4:03    |  |
| 6.             | "Wish U Were Here" (com participação de Becky G) | Taio Cruz, Lukasz Gottwald, Bonnie McKee, Henry Russel Walter, Simpson, Becky Gomez                                              | 3:16    |  |
| 7.             | "I Love Girls"                                   | Nasri, Adam Messinger, Nolan Lambroza, George Nozuka                                                                             | 2:49    |  |
| 8.             | "Back to You"                                    | Theodore Feldman, Lukasz Gottwald                                                                                                | 3:36    |  |
| 9.             | "Summer Shade"                                   | Cody Simpson, Jenn Decilveo, John Ryan                                                                                           | 3:05    |  |
| 10.            | "Gentleman"                                      | Alex Dezen, Edwin Serrano, Cody Simpson                                                                                          | 3:00    |  |
| Duração total: | Duração total:                                   | Duração total: | 30:77   |  |

| Faixa bônus |                     |                                                                                           |         |  |
| N.º         | Título              | Compositor(es)                                                                            | Duração |  |
| 11.         | "Standing In China" | Max Schneider, Kurt Schneider                                                             | 3:18    |  |
| 12.         | "The Reason"        | Clarence Bernard Coffee, Jordan Kendall Johnson, Adam Stefan Johnson, Marcus Durand Lomax |         |  |
| 13.         | "Torn Up"           |                                                                                           | 3:00    |  |

| Preview to Paradise - EP |                                                  |                                                                                                 |         |  |
| N.º                      | Título                                           | Compositor(es)                                                                                  | Duração |  |
| 1.                       | "Got Me Good"                                    |                                                                                                 | 2:56    |  |
| 2.                       | "Wish U Were Here" (com participação de Becky G) | Taio Cruz, Lukasz Gottwald, Bonnie McKee, Henry Russel Walter, Cody Simpson, Becky Gomez        | 3:13    |  |
| 3.                       | "So Listen" (com participação de T-Pain)         | Faheem Najm, Justin Franks, Shawn Campbell, Taylor Ross, Eddie Serrano, Cody Simpson, Mac Faoro | 3:06    |  |
| 4.                       | "Gentleman"                                      | Alex Dezen, Edwin Serrano, Cody Simpson                                                         | 3:00    |  |
| Duração total:           | Duração total:                                   | Duração total:                                                                                  | 12:15   |  |

- Créditos de Paradise adaptados de Allmusic.[2]

## Paradas

### Paradise
| País — Tabela musical (2012)        | Posição de pico |
| ----------------------------------- | --------------- |
| Austrália — Australian Albums Chart | 16              |
| Canadá — Canadian Albums Chart      | 16              |
| Estados Unidos — Billboard 200      | 27              |
| Espanha — Spanish Albums Chart      | 81              |

### Preview to Paradise
| País — Tabela musical (2012)   | Posição de pico |
| ------------------------------ | --------------- |
| Canadá — Canadian Albums Chart | 92              |